# 우종수
우종수(禹鍾壽, 1968년~)는 대한민국의 경찰공무원이다. 계급은 치안정감이며, 2023년 3월부터 제2대 국가수사본부장으로 역임 했다.

## 학력
- 환일고등학교 졸업
- 성균관대학교 법학 학사
- 연세대학교 대학원 법학 석사

## 경력
- 1994 제38회 행정고시 합격
- 외교통상부, 국가정보 근무
- 1999 경찰공무원 고시특채전형(경정 특채)
- 주러시아 대한민국 대사관 경찰주재관
- 2012. 7.~2014. 1. 제65대 서울용산경찰서 서장
- 2014. 1.~2015. 1. 경찰청 외사기획과 과장
- 2015. 1.~2016. 1. 경찰청 인사담당관
- 2016. 1.~2016. 12. 제25대 부천원미경찰서 서장
- 2016. 12.~2017. 12. 경찰청 치안정책관
- 2017. 12.~2018. 12. 서울지방경찰청 수사부장
- 2018. 12.~2020. 1. 경찰청 과학수사관리관
- 2020. 1.~2020. 8. 중앙경찰학교 학교장
- 2020. 8.~2021. 1. 서울지방경찰청 차장
- 2021. 1.~2021. 7. 제6대 경기도북부경찰청장
- 2021. 7.~2022. 6. 경찰청 형사국 국장
- 2022. 6.~2022. 8. 서울특별시경찰청 수사차장
- 2022. 8.~2022. 12. 경찰청 차장
- 2022. 12.~2023. 3. 경기도남부경찰청장
- 2023. 3.~2025. 3. 제2대 국가수사본부장